# Martha Nussbaum
Pour les articles homonymes, voir Nussbaum.
Martha Nussbaum, née Martha Craven le 6 mai 1947, est une philosophe américaine qui s'intéresse particulièrement à la philosophie antique, au droit et à l'éthique.
Elle développe une œuvre d'inspiration explicitement aristotélicienne, portant notamment sur l'amour, la justice ou la démocratie.
De plus, elle acquiert à partir des années 2000 une notoriété internationale par sa défense de l'éthique des capabilités, notion empruntée à l'économiste Amartya Sen.
Martha Nussbaum enseigne à l'université de Chicago.

## Biographie
Martha Nussbaum naît à New York en 1947. Son père, George Craven, est un avocat de Philadelphie. Elle étudie le théâtre et les lettres classiques à Wellesley College et l'Université de New York, où elle obtient son diplôme en 1969, puis réalise un master (une maîtrise) de philosophie à Harvard en 1972 et un doctorat en 1975. C'est à cette époque qu'elle épouse Alan Nussbaum (dont elle divorce en 1987), se convertit de sa propre initiative au judaïsme et que naît sa fille, Rachel.

## Carrière universitaire
Pendant les années 1980, Nussbaum a commencé à collaborer avec l'économiste Amartya Sen sur les enjeux du développement économique et de l'éthique. Avec Sen, elle a fait la promotion du concept de l'« approche de la capabilité » (à différencier de la "capacité" : capability approach) dans le développement, approche qui voit les capabilités (« libertés fondamentales », comme l'espérance de vie, l'engagement dans les échanges économiques ou la participation politique) comme la part constitutive du développement, et la pauvreté comme une privation de ces capabilités. Ces idées contrastent avec le discours dominant qui ne perçoit le développement qu'en termes d'augmentation du PIB et la pauvreté comme une privation de salaire. Les idées de Nussbaum sont aussi universalistes et contrastent avec le relativisme habituel associé avec l'étude du développement. Beaucoup de ses travaux sont présentés sous une perspective aristotélicienne, influencée par l'éthique de la vertu. Elle est également spécialiste de la philosophie ancienne et grecque.
Nussbaum a utilisé l'approche des capabilités afin de critiquer la Théorie de la justice (1971) de John Rawls. Pour elle, le principe de liberté de Rawls n'est significatif que s'il est compris en termes de libertés fondamentales, à savoir les opportunités réelles basées sur le contexte personnel et social. Nussbaum reproche à Rawls, et au contractualisme de manière générale, le fait de supposer que tous les participants du contrat social aient environ les mêmes capacités physiques et mentales. Dans cette optique, elle souligne les lacunes de la conception Rawlsienne lorsqu'il existe des asymétries ne pouvant être corrigées par la redistribution de la richesse comme le fait que certaines personnes soient en situation de handicap physique ou cognitif sévère.
Depuis 1995, Nussbaum est professeure de droit et d'éthique à la faculté de droit de l'université de Chicago. Elle vécut pour un temps avec Cass R. Sunstein, un professeur de droit constitutionnel à la même université, remarié depuis 2008 et nommé à l'OIRA (Office of Information and Regulatory Affairs) par le président Obama.
Auteure à la fois très productive et très engagée, Nussbaum a témoigné comme expert devant la Cour suprême dans l'affaire Romer v. Evans, en 1996, où elle a critiqué la thèse selon laquelle l'histoire de la philosophie fournirait un motif au Colorado pour interdire les lois et règlements empêchant la discrimination contre les homosexuels ou basée sur l'orientation sexuelle. Cela lui a valu des attaques de la part de Robert P. George, un professeur de théorie du droit à l'Université de Princeton, tenant de la New Natural Law Theory. Elle répondit à ces attaques en publiant un article intitulé « Platonic Love and Colorado Law ».
En 1999, Nussbaum s’est opposée à la pensée de la théoricienne féministe Judith Butler dans un article nommé « The Professor of Parody ». Nussbaum y identifie le féminisme de Butler comme la quintessence d'un certain type de féminisme académique américain qui ne cherche pas à provoquer des changements sociaux réels et demeure dans le domaine du symbolique. Selon Nussbaum, Butler encourage les femmes à ne plus se concentrer sur les inégalités concrètes (comme les différences de salaire) au profit d'une théorie mettant en avant la « subversion ». La théorie butlérienne de la subversion individuelle et privée comme seul moyen de gagner une liberté restreinte contre l'oppression de la société genrée est pour Nussbaum empiriquement fausse. Nussbaum conclut son article en identifiant la pensée butlérienne comme étant « en collaboration avec le mal ». Deux points sur lesquels elle insiste et qui l’amènent à cette déclaration finale sont la vision qu’a Butler du changement institutionnel comme impossible et le refus de la part de Butler des valeurs normatives. Nussbaum reproche aussi à Butler son style obscur et verbeux, et sa tendance à ne pas prendre dans ses textes des positions claires. Pour Nussbaum, ces caractéristiques masquent la pauvreté des propos de l'auteure.
Elle a élaboré ses propres idées féministes (toujours axées sur l’amélioration réelle de la vie des femmes à travers le monde) dans de nombreux articles ainsi que dans son livre Sex and Social Justice. Elle s'est notamment opposée à l'interdiction de la burqa qu'elle considère comme discriminatoire et aux mutilations génitales féminines.

## Vision éducative
Dans son livre Political Emotions, Martha Nussbaum aborde une question polémique présente dans les sociétés occidentales : les institutions éducatives de nos sociétés démocratiques sont-elles en train de former des citoyens moraux ou de simples travailleurs? La réponse de Martha Nussbaum penche de façon inéluctable vers la deuxième hypothèse, alors qu’elle critique directement les gouvernements démocratiques de se plier au marché de l’emploi, en offrant un enseignement basé sur des lois de marché, qui permettront « aux étudiants d’évoluer dans un monde de concurrence économique mondialisée». En contrepartie, Martha Nussbaum propose une formation de l’esprit critique qui favorise le domaine des Humanités (c’est-à-dire qui cultive l’imagination par la littérature et les arts). Elle soumet aussi de nouvelles capacités éducatives à enseigner telles que : « la capacité de se préoccuper de la vie des autres, d’imaginer une variété de problèmes qui affectent l’histoire d’une vie humaine dans son développement et la capacité de voir son propre pays comme une fraction d’un ordre mondial complexe».

Ce manifeste est avant tout un projet politique ayant pour but de repenser les structures qui forment les sociétés démocratiques. Il faut d’ailleurs comprendre que l’un des principaux buts de l’œuvre est de se séparer des valeurs sociales mises en place par les lois du marché. Au lieu de former un citoyen qui tente de monter dans les hiérarchies sociales, il serait préférable de former un citoyen démocratique, c’est-à-dire un citoyen capable de débattre, de penser et doté d’émotions morales. Pour y arriver, elle affirme qu’il faut freiner la « pédagogie paralysante », c’est-à-dire une pédagogie conservative, dont le contenus relève de « traditions mortes et contraignantes » et qui se réfère à des classiques, présentés comme des autorités, », et revendiquer une « pédagogie socratique », une pédagogie qui donne les bases nécessaires à la formation de citoyens démocratiques.

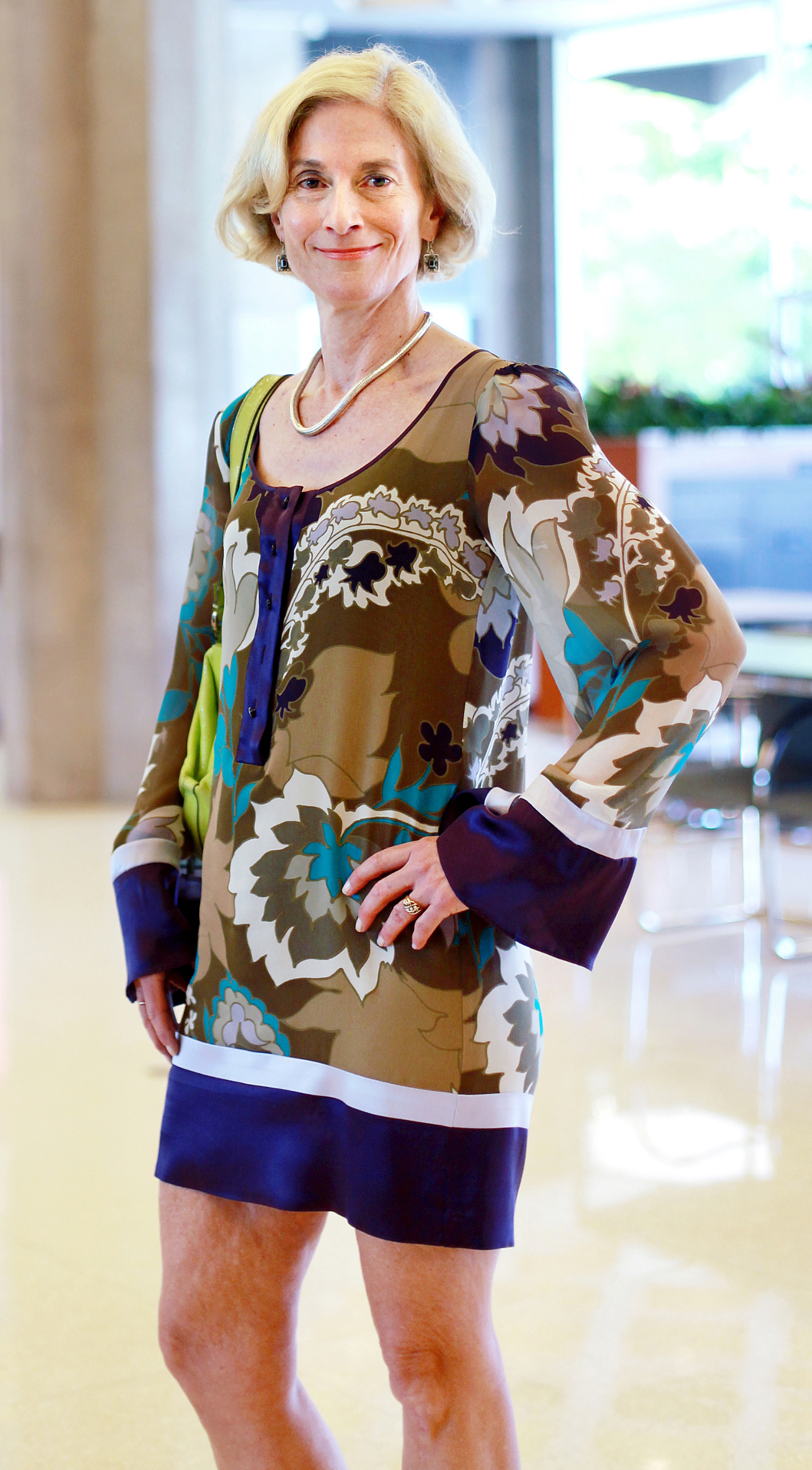
Martha Nussbaum en 2010.

### Éducation morale par la littérature
La philosophie morale de Martha Nussbaum s'intéresse entre autres à l'approche philosophique de la littérature, notamment sur la possibilité de s'éduquer moralement par la littérature.
Nussbaum traite certains romans comme des œuvres de philosophie morale. Ils ne sont pas seulement illustrations de principes théoriques, mais un accès à des situations éthiques particulières. Or, tous les romans ou sujets ne sont pas susceptibles d’avoir une vertu morale.
Dans cette perspective, certaines œuvres seront approchées comme des « laboratoires » moraux. Nussbaum fait ainsi l'analyse d'œuvres littéraires, entre autres à travers Proust, James, Beckett et plusieurs autres, comme terrain de philosophie morale. Bien qu'elle s'inscrive donc dans une tradition analytique, Nussbaum suppose ici que la philosophie analytique n’est pas adaptée à toutes les situations et que la littérature peut receler une approche complémentaire dans la compréhension de la dimension de l'émotion, de la morale, de la politique. La narration et la fiction narrative peuvent, à cet égard, s'avérer être plus adaptées que la philosophie discursive. Par exemple, la connaissance de l’amour échappe au philosophe dans sa complexité et dans ses situations particulières: la littérature permet de saisir des situations morales qui ne sont pas réductibles à des catégories générales.
La littérature sert aussi à cultiver la compassion, et, par conséquent, contribue à l’éducation morale et civique. La fiction narrative a la capacité de nous faire entrer dans la situation de quelqu’un d’autre, ce que Nussbaum désigne par l’« empathie ». La littérature est ainsi en mesure de susciter l’émotion de la compassion. Puisqu'elle est essentielle dans la vie morale et politique comme limite théorique des règles et des lois, la littérature est un élément essentiel pour le développement moral dans ces sphères. Elle permet de comprendre mieux la vie humaine en présentant des situations riches et nuancées[réf. souhaitée]. Les œuvres littéraires font par leur enseignement moral la transformation de dispositions au sein du sujet, ce qui résulte en une culture de capacités. A contrario, elle s'est toujours opposée à une morale fondée sur le dégoût

## Intellectualisme et approche émotionnelle
Dans Love's Knowledge, plus particulièrement au chapitre 11, Nussbaum présente la philosophie et la littérature comme deux visions complémentaires. Elle le fait en opposant l’approche rationnelle (ou intellectualisme) et l’approche émotionnelle. Par cette distinction, Nussbaum dépeint l’association traditionnelle entre intellectualisme et philosophie, et entre approche émotionnelle et littérature. Pour les intellectualistes, l'objet de la connaissance doit être mis à distance afin de pouvoir être regardé objectivement par la raison. L’intellectualisme s’oppose ainsi aux émotions dans la sphère de la connaissance, ce qui a pour effet de « tuer » l’étonnement[citation nécessaire].
Dans Love's Knowledge, Nussbaum utilise l'amour tel un représentant de l’approche émotionnelle.[Passage problématique] Nussbaum pose la question suivante : est-il possible de connaître froidement l'amour, ou au contraire, de développer un savoir fondé à partir d’une approche émotionnelle (empirique) ?
L’auteure montre la difficulté qu’a le narrateur de La Recherche, devant la perte d’Albertine, à connaître l’amour en tant qu'expérience purement rationnelle – c’est-à-dire froidement, sans que cette connaissance ne soit altérée par les émotions. Comment le narrateur sait-il qu’il aimait Albertine? Par le sentiment douloureux qu’il ressent à la disparition de celle qu’il aimait, nous dit Nussbaum. L’auteure rend compte de cet accès à la connaissance au moyen d’un dispositif métaphorique, celui « d’apprendre à tomber ».
De ce fait, la littérature engendre une série de connaissances supérieures à celles accessibles à l’empirisme; elle a un impact sur l'individu: elle permet l'ouverture de sa pensée à des possibles supérieurs. Aussi, la littérature qui contient de la philosophie permet d’éclairer des questions absurdes qui ne sont pas abordées dans la philosophie même. Le savoir communiqué par la littérature est un savoir cataleptique, c'est-à-dire un savoir immédiat qui prend la forme d'une illumination quand l'individu est plongé dans la situation. La littérature dit quelque chose sur le réel possible, réel qui n’a pas nécessairement lieu dans la réalité, mais qui le pourrait. La littérature est un espace de violation de l’impératif rationnel[réf. nécessaire].
Nussbaum réconcilie de la sorte la philosophie et la littérature, le savoir immédiat et la rationalité et ce parce qu'elles sont en état de co-existence. La littérature transmet un savoir cataleptique, certes, mais cette connaissance, une fois partagée avec les autres, atteint un statut d'objectivité, cher à la philosophie.

### Savoir cataleptique
Pour répondre au compromis émis selon lequel la littérature et la philosophie sont complémentaires, Nussbaum offre une définition du savoir cataleptique (qui vient du grec katalambano, qui signifie « saisir ») : c'est un savoir immédiat. En opposition à une approche scientifique du savoir (qui se veut une investigation objective du monde, indépendante de son observateur), ce savoir cataleptique se construit à travers l'observateur et ses ressentis. Les émotions ne peuvent être ni connues, ni reconnues, tant qu'elles ne sont pas ressenties. À titre d'exemple, Martha Nussbaum cite la Recherche du temps perdu de Marcel Proust : Marcel ne prend connaissance de l'amour qu'il ressent pour Albertine qu'au moment où il apprend sa mort, et s'en voit dévasté.
L'impression cataleptique n'est pas une route vers la connaissance : c'est la connaissance même. Ainsi, l'impression cataleptique existe toujours et n'est pas une finalité à atteindre en termes de la connaissance. L'amour n'est pas détaché de l'être : l'amour est en puissance et n'attend qu’à être actualisé par un phénomène externe. En d’autres mots, l'amour est une structure permanente de l'âme.[style à revoir]

#### Solipsisme
Le solipsisme est une idéologie qui stipule qu’il n’existe rien d’autre que soi-même. Le solipsiste croit qu’il est la seule conscience qui existe, ou bien que rien d’autre que lui n’existe réellement. Pour le solipsiste, rien ne peut confirmer que le monde existe au-delà de sa propre perception et de sa propre conscience ; il croit qu'une connaissance individuelle ne peut en aucun cas être comparée à la connaissance individuelle d’autrui. Un exemple qui peut nous emmener dans un mode de pensée solipsiste est le suivant : il est impossible de prouver qu'une couleur est perçue de la même façon par tout le monde malgré sa nomenclature.
Celui qui se fie au savoir cataleptique court le danger de tomber dans le solipsisme puisque ce savoir immédiat est complètement individuel. Le savoir cataleptique est un savoir individuel qu’on conçoit comme s'il était un savoir collectif, objectif.

## Distinctions et prix
- 2016 : Doctorat honoris causa de l'université de Hasselt[19]
- 2018: Lauréate du prix Berggruen[20]
- 2022: Lauréate du Prix Balzan pour la philosophie morale

## Œuvres
- Aristotle's De Motu Animalium, Princeton University Press, 1978
- The Fragility of Goodness: Luck and Ethics in Greek Tragedy and Philosophy, Cambridge University Press, 1986
  - traduction française : La fragilité du bien. Fortune et éthique dans la tragédie et la philosophie grecques (trad. de l'anglais), Paris, Éditions de L’Éclat, coll. « Polemos », 2016, 704 p. (ISBN 978-2-84162-383-9)
- Martha C. Nussbaum, Love's Knowledge : Essays on Philosophy and Literature, New York, NY, Oxford University Press, 1er avril 1992, Revised ed. edition éd., 403 p. (ISBN 978-0-19-507485-7, lire en ligne)
  - traduction française : La connaissance de l'amour : Essais sur la philosophie et la littérature (trad. de l'anglais), Paris, Cerf, 2010, 589 p. (ISBN 978-2-204-09180-0)
- The Therapy of Desire - Theory and Practice in Hellenistic Ethics, Princeton University Press, 1994
- Poetic Justice - The Literary Imagination and Public Life, Beacon Press, 1995
  - traduction française : L'art d'être juste : l'imagination littéraire et la vie publique (trad. de l'anglais), Paris, Flammarion Climats, 2015, 275 p. (ISBN 978-2-08-129010-5)
- Love of Country - Debating the Limits of Patriotism, Beacon Press, 1996
- Cultivating Humanity - A Classical Defense of Reform in Liberal Education, Harvard University Press, 1997
- Sex and Social Justice, Oxford University Press,; 1998
- Women and Human Development - The Capabilities Approach, Cambridge University Press, 2000
  - traduction française : Femmes et développement humain : L'approche des capabilités (trad. de l'anglais), Paris, Éditions des femmes, 2008, 444 p. (ISBN 978-2-7210-0575-5)
- Upheavals of Thought - The Intelligence of Emotions, Cambridge University Press, 2001
- "The Incomplete Feminism of Musonius Rufus, Platonist, Stoic, and Roman", in The Sleep of Reason: Erotic Experience and Sexual Ethics in Ancient Greece and Rome, University of Chicago Press, 2002
- Hiding From Humanity - Disgust and Shame in the Law, Princeton University Press, 2004
- Frontiers of Justice : disability, nationality, species membership, Cambridge (Mass.), Harvard university press, 2006
- Liberty of conscience : in defense of America's tradition of religious equality, New York, Basic books, 2008
- From Disgust to Humanity : Sexual Orientation & Constitutional Law, Inalienable Rights Series, Oxford University Press, 2009
- Not for Profit : Why Democracy Needs The Humanities, The Public Square Book Series, Princeton University Press, 2010
  - traduction française : Les émotions démocratiques : Comment former le citoyen du XXIe siècle ? (trad. de l'anglais), Paris, Flammarion Climats, 2011, 204 p. (ISBN 978-2-08-125954-6)
- Creating Capabilities: The Human Development Approach, Harvard University Press, 2011
  - traduction française : Capabilités : Comment créer les conditions d'un monde plus juste ? (trad. de l'anglais), Paris, Flammarion Climats, 2012, 300 p. (ISBN 978-2-08-127077-0)
- Philosophical Interventions: Book Reviews 1986-2011, Oxford University Press, 2012
- The New Religious Intolerance: Overcoming the Politics of Fear in an Anxious Age, Harvard University Press, 2012
  - traduction française : Les religions face à l'intolérance : Vaincre la politique de la peur (trad. de l'anglais), Paris, Flammarion Climats, 2013, 361 p. (ISBN 978-2-08-130128-3)
- Political Emotions: Why Love Matters for Justice, Harvard University Press, 2013
- The Monarchy of Fear: A Philosopher Looks at Our Political Crisis, Oxford University Press, 2018
- The Cosmopolitan Tradition: A Noble but Flawed Ideal, Harvard University Press, 2019